# Bernard Hill
Bernard Hill (Blackley, 1944. december 17. – Reydon, 2024. május 5.) angol színész. Ismertebb szerepei közé tartozik Edward John Smith kapitány az 1997-es Titanic című filmből és Luther Plunkitt börtönőr Clint Eastwood 1999-es Az igazság napja című thrilleréből, de legikonikusabb alakítását egyértelműen Théoden királyként nyújtotta Peter Jackson A Gyűrűk Ura-filmsorozatában. Filmes szerepei mellett színpadon és televíziós alkotásokban is játszott és karakteres orgánumával szinkronszerepeket is vállalt.

## Filmjei
- 1990: A Hold hegyei